# アーチ高率
アーチ高率（アーチこうりつ）は、主に足部の内側縦アーチ（土踏まずの一部）の変形を表す一指標である。

## 算出方法と計測方法
アーチ高率（%）＝舟状骨粗面の足底面からの高さ（cm）/足長（cm）×100で算出される。
アーチ高率（%）が大きい数値であれば、内側縦アーチが形成されていることを示し、小さい数値であれば内側縦アーチの形成不全が疑われる。
計測の方法は、レントゲン写真を用いたものが最も妥当性が高いと言われている。簡易的な方法として、メジャーによる計測が用いられている。その他に、非侵襲的に3次元的な足型を計測する機器も存在する。
類似した指標にNavicular Indexがある。これは、足長（cm）/舟状骨粗面の床からの高さ（cm）の計算式で算出されているため、数値大小の解釈が逆になり注意が必要である。つまり、Navicular Indexが大きい数値であれば、内側縦アーチの形成不全が疑われ、小さい数値であれば内側縦アーチが形成されていることを示す。

## アーチ高率低下の原因と病態
1. 原因
  - 急激な体重増加、スポーツなどによる使い過ぎ（オーバーユース）、足関節周囲の外傷、手術などが挙げられる[5]。
2. 病態
  - 主な病態として、足底腱膜の弛緩や後脛骨筋腱の機能不全などが挙げられる[5]。
  - 内側縦アーチは、体重を支えるとともに歩行の推進力を生みだす機能として重要である。そのため、重度にアーチ高率が低い場合には、荷重時または歩行時に痛みを生じることがある。また、リスフラン関節やショパール関節、距骨下関節など隣接した関節にも変形が生じることが多い[5]。

## 基準値と有用性
- アーチ高率は、幼児期2.4 - 3.7%[4]、青年期10 - 18%[3]と幅広く、年代によって差がある。健常成人では平均13%[6]や10.7 - 16.7%[7]という報告がある。
- 荷重時と非荷重時でも差が出る場合がある。このタイプの扁平足をflexible flatfootと呼ぶ。反対に荷重に関係なく内側縦アーチが消失している場合は、rigit flatfootと呼ぶ[4]。
- 正常範囲としての基準値がいまだに明確ではない。アーチ高率の低下は内側縦アーチを形成するキーストーンである舟状骨の位置が低下している状態を指すだけであるので、扁平足の診断にはアーチ高率のみでは不十分であると言われている[8]。
- Navicular Indexは小児期（8 - 15歳）扁平足の診断基準になっている。6.7407以下であれば扁平足と診断する方法も提唱されている[4]。